# Stramenopile
Stramenopile (Stramenopiles) – linia rozwojowa protistów, w zasadzie identyczna z grupą Heterokonta. Jednokomórkowe, kolonijne lub wielokomórkowe o budowie przypominającej tkankową. Wytwarzają dwie wici nierównej długości. Przynajmniej jedna z nich pokryta jest delikatnymi, rurkowatymi włoskami zwanymi mastygonemami. Niektóre grupy jednak (okrzemki) utraciły zdolność wytwarzania wici.
Podobnie jak inne Chromalveolata posiadają chloroplasty o czterech błonach, prawdopodobnie o endosymbiotycznym krasnorostowym pochodzeniu.
Większość stramenopili ma ściany komórkowe zbudowane z celulozy. Formy samożywne posiadają chlorofil a i c, a także spore ilości karotenowców, wśród nich może znaleźć się fukoksantyna bądź luteina, co nadaje im kolor od żółtego po brunatny.
Materiałami zapasowymi są m.in. cukry (np. laminaryna, glikogen) bądź alkohol – mannitol. Nigdy zaś nie występuje skrobia.
Większość stramenopili tradycyjnie zaliczana jest do glonów. Niektóre z nich utraciły jednak zdolność fotosyntezy i upodobniły się do grzybów. Dopiero badania molekularne pozwoliły na odkrycie pokrewieństwa tych znacznie różniących się ekologicznie i morfologicznie grup. Szczegóły pokrewieństwa są przedmiotem badań i sporów.
Stramenopile według Cavalier-Smith, 2006 dzielą się na:
- Ochrophyta (okrzemki, złotowiciowce, różnowiciowce, brunatnice i podobne glony)
- Pseudofungi (lęgniowce i skoczki akrokontyczne)
- Bigyra (różne protisty grzybopodobne)

## Grafika

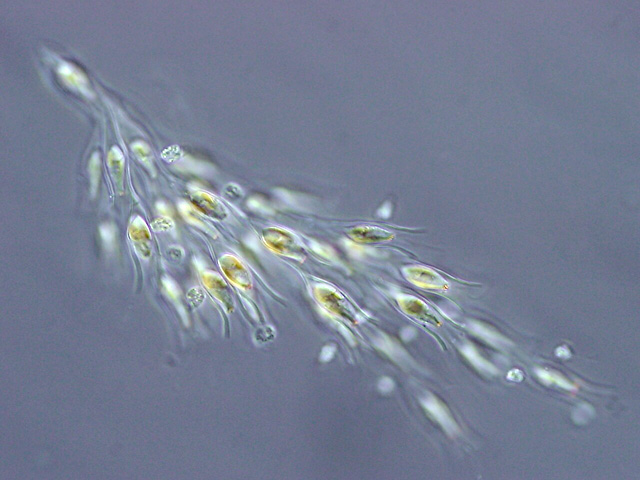
Dinobryon (złotowiciowiec)
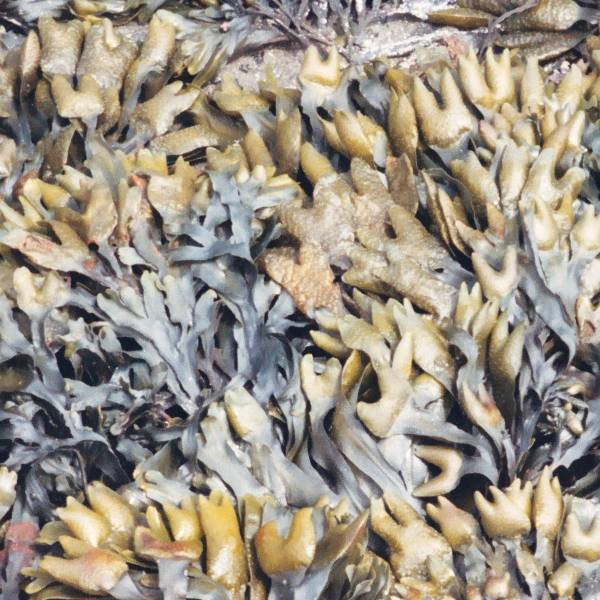
Fucus distichus z Olympic National Park (brunatnica)
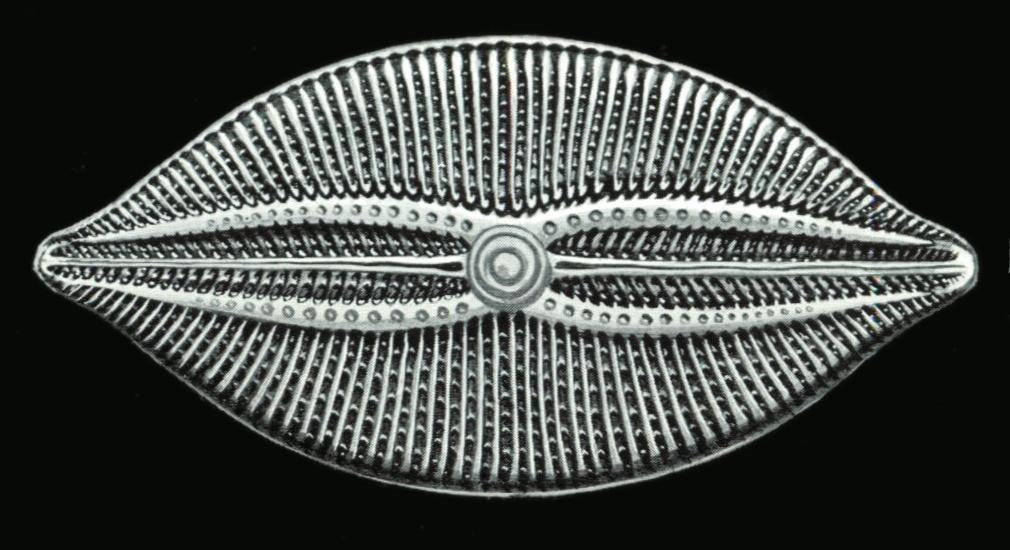
Navicula bullata (okrzemka)
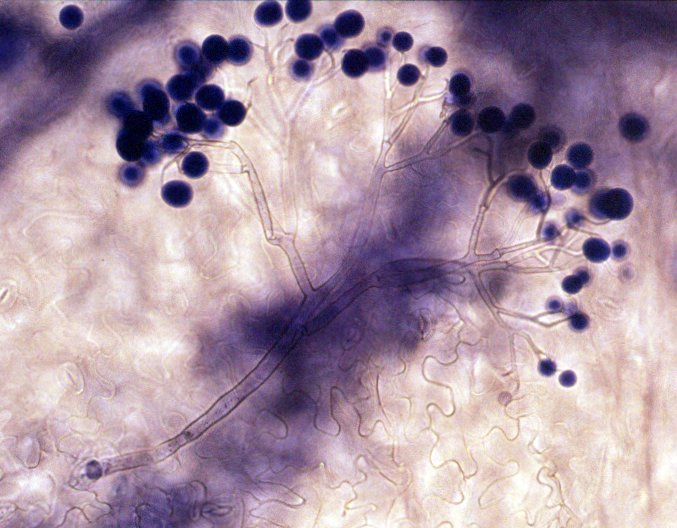
Hyaloperonospora parasitica (lęgniowiec)